# Histoire de l'Asie

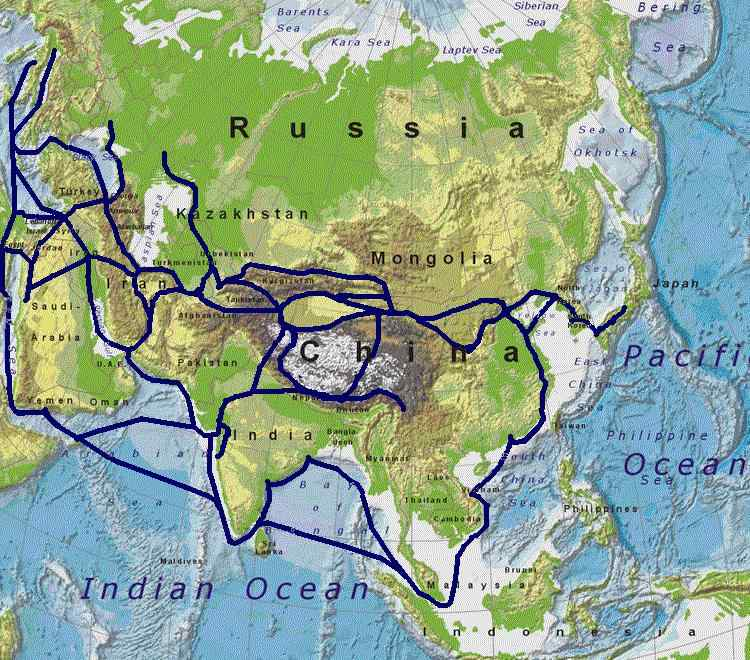
La route de la soie reliait de nombreuses civilisations à travers l'Asie.

Le terme Asie, d'origine assyrienne, est par définition un mot du bassin méditerranéen, qui désigne d'abord les terres à l'est du Bosphore, territoire dont les limites ne se sont dessinées que progressivement pour désigner l'ensemble du territoire reconnu actuellement comme tel à partir du XVIe siècle.
L'histoire de l'Asie correspond à l'histoire collective des régions côtières de l'Asie de l'Est, de l'Asie du Sud, du Proche et du Moyen-Orient, liées entre elles par l'immense steppe eurasienne. Elle a traversé les mêmes trois grandes « révolutions techniques » que l'histoire du reste du monde, chacune d'elles bouleversant profondément les modes de vie antérieurs :
- la « révolution du feu » intervenue (selon les hypothèses) il y a 800 000 à 400 000 ans, qui a donné au genre humain le moyen de modifier les milieux naturels (au profit du sien : la savane et la prairie), d'être un prédateur beaucoup plus efficace et de s'alimenter de nutriments cuits ;
- la « révolution néolithique » intervenue (selon les aires géographiques) il y a 8 000 à 2 000 ans avant notre ère, marquée par la sédentarisation et l'agriculture ;
- la « révolution industrielle », intervenue depuis deux siècles environ, et qui a donné au genre humain accès à l'énergie électrique ainsi qu'aux énergies fossiles et fissiles.

## Paléolithique
Des traces d'activités humaines existeraient en Asie depuis 3 millions d'années selon certains auteurs, avec notamment des nucléi de cette époque sur le site de Dongyaozitou en Chine. Des archéologues auraient retrouvé en Malaisie un objet de pierre taillée pris dans des roches datées de 1,83 million d'années. Le caractère anthropique de cet objet et la validité de la datation n'ont toutefois pas été confirmées par des publications scientifiques.
Homo erectus est présent en Extrême-Orient depuis 2 MA dans le bassin de Yuanmou. Quant à Homo sapiens, il est présent en Chine dès 100 000 ans. Selon la thèse de l'origine africaine de l'homme moderne, considérée comme valide par une majorité de scientifiques, ces hommes modernes seraient originaires d'Afrique et seraient passés en Asie via le Proche-Orient. Toutefois, la thèse concurrente de l'origine multirégionale de l'homme moderne, qui aurait pu évoluer indépendamment en Asie, garde des partisans.
Entre 50 000 et 40 000 avant l'ère commune, des humains passent des îles de la Sonde jusqu'au Sahul, constituant l'une des premières expérience de navigation maritime humaine. Entre 35 000 et 20 000 avant l'ère commune des groupes de chasseurs occupent le nord de l'Eurasie, et notamment la Sibérie. Ces groupes pourraient être à l'origine du premier peuplement de l'Amérique.

## Protohistoire
La néolithisation de l'Asie de l'Est intervient dès la fin de l'époque glaciaire, entre 10 000 et 8 000 ans av. J.-C.. L'est de l'Asie se divise alors en quatre zones : la zone du riz au sud de la Chine, la zone du millet au centre, des territoires de chasseurs-cueilleurs au nord de la Chine, au Tibet, en Mongolie ou en Sibérie, et enfin les îles qui vivent principalement de la pêche. C'est ainsi que commencent la culture Jōmon au Japon, celle de Yangshao en Chine.
La néolithisation se répand ensuite en Indonésie, aux Philippines et en Océanie.
Au Proche-Orient, la sédentarisation intervient il y a environ 12 500 ans avec la culture natoufienne qui voit apparaître de premiers villages de huttes rondes. Le site de Jéricho, occupé à partir de 9000 av. J.-C. environ, est un des premiers centres de commerce. Les traces certaines d'agriculture apparaissent vers 7500 av. J.-C., dans le nord de la Syrie, tandis que le cuivre commence à être travaillé vers 6500 av. J.-C. dans le sud de la Turquie. Mais le site le plus emblématique d'un embryon de ville est celui de Çatal Höyük en Anatolie : on y compte près de 1 000 habitations contiguës vers 6800 av. J.-C..
Au début du VIe millénaire, la Mésopotamie devient un centre d'évolution économique avec le développement des premiers systèmes d'irrigation. Les céramiques, utilitaires et artistiques sous forme de sculptures, se développent, avec successivement la période de Hassuna (vers 6500-6000 av. J.-C.), la période de Samarra (vers 6200-5700 av. J.-C.) et la période de Halaf (vers 6000-5300 av. J.-C.). Elles sont suivies de la période d'Obeïd, dont l'influence s'étend plus largement. Trois premières civilisations connaissent des débuts d'urbanisation dans l'ouest de l'Asie : la civilisation égyptienne aux confins de l'Afrique, le Croissant fertile et, plus à l'est, la civilisation de la vallée de l'Indus.
Au cours du IVe et du IIIe millénaires, des peuples appartenant à la famille indo-européenne, qui se seraient constitués du côté de la Steppe pontique, commencent à se répandre dans cette zone, de même que les peuples sémites autour de la péninsule arabique. À la fin de la préhistoire, avec la domestication du cheval, plusieurs peuples d'origine indo-européenne occupent successivement le sud de la Russie et pour certains l'Asie centrale : ce sont les Cimmériens, les Scythes, les Sarmates, plus tard les Goths. Si l'on suit la « théorie de l'invasion aryenne », ce sont des peuples indo-européens qui ont mis fin à la civilisation de la vallée de l'Indus et sont à l'origine d'un nouveau peuplement du nord de l'Inde.

## Peuples et empires de l'Antiquité

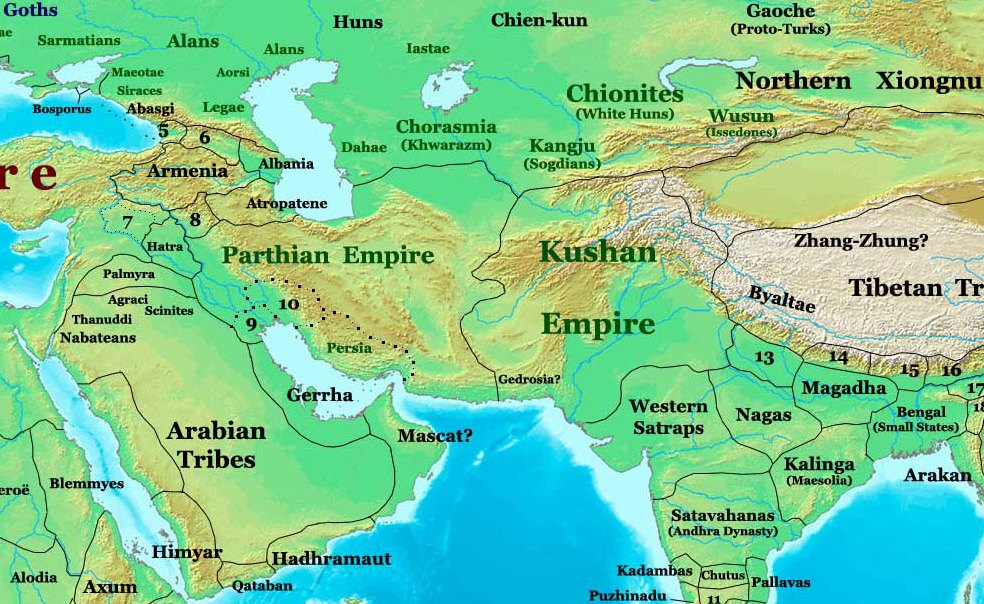
Carte de l'Asie occidentale vers 200.

### Moyen-Orient
L'apparition et le développement de l'écriture, dans la deuxième moitié du IVe millénaire, aussi bien à Uruk qu'en Égypte, marque traditionnellement le début de l'Antiquité. Uruk (sud de l'Irak) apparaît comme la première cité, suivie de près par Suse. Les recherches récentes montrent que la Syrie a connu aussi l'apparition de cités vers la même période, notamment avec Habuba Kabira, tandis que la question reste discutée pour l'Anatolie.
Les premières cités qui se développent se caractérisent par l'existence de bâtiments plus imposants à usage administratif, servant sans doute aussi de résidence aux titulaires du pouvoir, ainsi que de vastes temples dédiés à des religions polythéistes encore mal connues. Cette époque est aussi marquée par l'essor d'une nouvelle vie artistique, marquée notamment par la sculpture et la mosaïque, ainsi que par des monuments funéraires importants.
Du milieu du IIIe au milieu du IIe millénaires, le modèle politique est celui de la cité-État, cependant que se constituent de petits royaumes pouvant regrouper plusieurs cités mais formant un même peuple. L'Empire d'Akkad apparaît, vers le XXIIIe siècle av. J.-C., comme le premier empire, avec Sargon d'Akkad.
L'époque du Bronze final, qui commence au XVIe siècle av. J.-C. est marquée par le développement de plus grands royaumes voire d'empires qui contrôlent de vastes territoires, avec le titre de « Grand Roi » disposant d'un pouvoir sur des rois subordonnés. L'époque est marquée par un nouveau régime de possession des terres (système de « tenure » concédée par le souverain) et par l'apparition du char militaire. Le premier empire de Babylone puis l'empire hittite dominent la région, également marquée par des visées expansionnistes de l'Égypte. L'arrivée des Peuples de la mer vers le XIIe siècle av. J.-C. entraîne une crise profonde du Proche-Orient.
L'âge du Fer voit la domination de l'Assyrie, puis du second empire de Babylone et enfin de l'Empire perse. Outre le fer, un nouveau matériau, le verre fait son apparition tandis que l'écriture alphabétique se généralise.
De nouvelles croyances et pratiques religieuses voient le jour, notamment le zoroastrisme et le monothéisme d'Israël.
À partir d'Alexandre le Grand, une grande partie du Moyen-Orient se trouve dans l'aire d'influence du monde hellénistique. La façade méditerranéenne est rattachée à l'Empire romain et se christianise sous l'Empire byzantin tandis que les régions entre Euphrate et Indus forment l'Empire parthe puis sassanide, l'Arabie préislamique ayant une évolution séparée.

### Asie centrale
- La confédération de nomades Xiongnu (IIIe siècle av. J.-C. — IIe siècle, également appelés Huns d'Asie).

### Asie du Sud
- Empire Kouchan (Ier siècle av. J.-C. — IIIe siècle), s'étend jusqu'à l'Asie centrale à son apogée.

## Moyen Âge

### Expansion et fractures de l'Asie musulmane

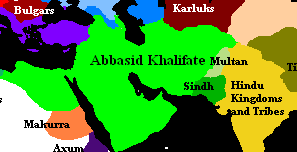
Carte de l'Asie occidentale vers 820 : califat abbasside (vert), empire byzantin (violet), royaumes hindous (jaune), empire chinois des Tang (rose).

L'islam, nouvelle religion monothéiste, apparaît en Arabie, se fondant sur les révélations reçues par le prophète Mahomet à partir de 610. Entre 622 et sa mort en 632, Mahomet soumet une grande partie de la péninsule arabique, soumission achevée par son successeur Abou Bakr As-Siddiq en 634. Le deuxième calife, Omar ibn al-Khattâb (634-644) poursuit les conquêtes en tirant profit des qualités militaires des Arabes (renforcée par l'utilisation du chameau), en profitant des faiblesses de l'Empire byzantin et de l'Empire sassanide, et en obtenant assez facilement l'adhésion des populations locales. À la mort du troisième calife, Othmân ibn Affân, l'empire arabe couvre l'Arabie, le Proche et le Moyen-Orient, y compris le sud de la Turquie actuelle, le nord du Caucase, ainsi qu'une grande partie de l'Iran et de l'Afghanistan, allant jusqu'à la rive droite de l'Indus. En 661, à la suite de dissensions parmi les chefs musulmans, le pouvoir est pris par la dynastie omeyyade, qui installe la capitale à Damas. Sous les Omeyyades, l'expansion territoriale est limitée, mais les califes contribuent à améliorer leur administration, à répandre l'usage de l'arabe et à mettre en place une économie plus prospère en améliorant la sécurité des échanges au sein de l'empire.
En 750, après leur défaite à la Bataille du Grand Zab, les Omeyyades sont remplacés par les Abbassides dont l'empire s'étend de l'Afrique du Nord aux confins de l'Asie centrale ; ils transfèrent leur capitale à Bagdad en 762. La bataille de Talas en 751, voit s'affronter les armées abbassides et celles de la Chine des Tang. Malgré leur victoire, les Abbassides ne tentent pas d'aller plus loin. Ce succès a néanmoins d'autres conséquences, car les Arabes apprennent des prisonniers chinois certaines techniques, et surtout la fabrication du papier, qui contribue à la vie culturelle du monde musulman puis, indirectement, de l'Europe. C'est surtout sous cette dynastie que les populations de l'empire se convertissent majoritairement à l'islam.
Les Qarakhanides (840 – 1212), qui forment un khanat turc d'Asie centrale, prennent l'indépendance du Khaganat ouïghour principalement tengriste, se convertit à l'islam en 920.
Vers la fin du Xe siècle, le monde musulman se divise de facto. La partie orientale, correspondant à l'Iran, à l'Irak et aux territoires à l'est, continue à obéir au pouvoir se trouvant à Bagdad. Ce pouvoir est pris par les Seldjoukides, d'origine turque, en 1055. Les Seldjoukides conquièrent ensuite une grande partie de la Syrie et de la Palestine ainsi qu'une partie de l'Anatolie gagnée sur l'Empire byzantin. En Égypte, en Syrie et dans une grande partie de la péninsule Arabique, les Fatimides, d'origine berbère, prennent le pouvoir et se proclament eux-mêmes califes. Ils bâtissent une nouvelle capitale au Caire. Les menaces des Seldjoukides sur la capitale byzantine, Constantinople, ont une conséquence importante : l'appel à l'aide auprès du pape Urbain II entraîne le mouvement des Croisades. Les Croisades donnent naissance, dans la Méditerranée orientale, aux États latins d'Orient, dont le royaume de Jérusalem. Saladin, d'origine kurde, s'empare du pouvoir en Égypte en 1169 et conquiert la Syrie, fondant la dynastie ayyoubide et chassant en grande partie les croisés.

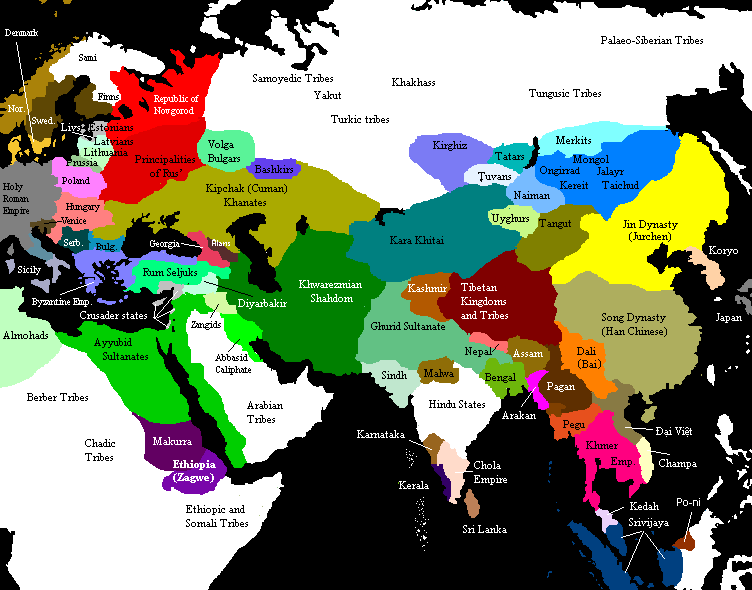
Carte de l'Eurasie vers 1200.

Au XIIIe siècle, l'Empire mongol s'étend vers l'ouest : il s'empare de l'Iran et de l'Irak et renverse en 1258 les Abbassides qu'il remplace à Bagdad. En Égypte, les Mamelouks, de condition servile à l'origine, s'emparent du pouvoir et viennent affronter les Mongols qu'ils défont.

### Extrême-Orient
Après la chute de la dynastie Jin (265-420 ap. J.C.), la Chine connaît une série de phases de morcellement, les régions du nord étant dominées à plusieurs reprises par les peuples barbares. Réunifiée sous la dynastie Sui (569-618 ap. J.C.) puis celle des Tang (618-907) qui étend sa domination vers l'Asie centrale, et sous les Song du nord (960-1127), elle est de nouveau morcelée et envahie jusqu'à sa réunification par les conquérants mongols qui fondent la dynastie Yuan (1234-1368). Ceux-ci conquièrent la Corée (Goryeo) qui arrachera son indépendance après une longue lutte. Au contraire, les tentatives mongoles pour envahir le Japon pendant la période de Kamakura aboutissent à un échec complet.

Carte de l'Asie en 1345.

À partir de 1368, la Chine est gouvernée par la dynastie Ming d'origine Han. Les empereurs Hongwu et Yongle notamment œuvrent pour un renforcement de l'appareil administratif et pour une relance économique par le développement de l'irrigation et de l'agriculture, la plantation de forêts et une augmentation de la production minière. Yongle connaît des succès diplomatiques avec des émissaires envoyés dans toute l'Asie centrale. Militairement, il vainc les Mongols en 1410 et contrôle le Tonkin de 1410 à 1427. C'est aussi à cette époque que l'amiral Zheng He assure d'importants voyages de commerce et d'exploration dans tout l'océan indien et la côte orientale de l'Afrique : des comptoirs chinois sont établis dans tous ces territoires, mais cette initiative reste sans lendemain en raison de difficultés financières. La capitale de la Chine est transférée progressivement de Nankin à Pékin entre 1407 et 1450.

## Époque moderne:XVIeauXVIIIesiècles

### L’Empire ottoman et la Perse séfévide: apogée et rivalité
Les Ottomans sont à l'origine une famille qui contrôle un territoire de l'Anatolie, mais forts de leurs succès militaires dans les Balkans, ils s'emparent de Constantinople en 1453, mettant fin à l'Empire byzantin. En 1516-1517, ils soumettent l'Égypte, la Syrie et l'Arabie occidentale. Ils affrontent aussi les Séfévides à qui ils prennent Bagdad en 1524. Ils s'assurent aussi une importante domination sur la Méditerranée, notamment en établissant des ports militaires à Alger, Tripoli et Tunis.
Au début du XVIIe siècle, les affrontements avec les Séfévides reprennent et l'Empire ottoman subit la perte de Bagdad et de la Mésopotamie entre 1623 et 1638. Au XVIIIe siècle, dans toutes les parties de l'Empire, les pouvoirs locaux prennent davantage de libertés avec le pouvoir central de Constantinople. Le Maghreb se comporte de manière plus indépendante, tandis que l'Empire ottoman est confronté aux pressions de ses ennemis tant en Europe, qu'à l'est avec l'Iran.

### L’Asie du Sud entre conquête moghole et colonisation européenne
Venu d'Asie centrale, Bâbur, descendant de Tamerlan, met fin au sultanat de Delhi en 1526 et crée l'Empire moghol, fondé sur une civilisation indo-persane. En 1603, cet Empire couvre l'Afghanistan, le Cachemire, le Sind, le Gujarat, le Bengale et toute l'Inde du Nord. Le sultan Aurangzeb annexe le Bihar en 1661 et combat les pirates, mais il doit aussi affronter les révoltes des Afghans. Le sud de l'Inde reste le domaine du royaume de Vijayanâgara, dominé par l'hindouisme. Mais, en 1565, la bataille de Talikota remportée par l'État moghol entraîne le démantèlement de ce royaume.
Dès le début du XVIe siècle, les Européens, à commencer par les Portugais, établissent des comptoirs le long des côtes d'Asie. Leur principal comptoir en Inde est Goa, fondé dès 1509. Les Portugais contrôlent ainsi un ensemble de territoires stratégiques. Ils s'installent aussi dans l'île de Ceylan en 1505 et sont même reconnus « rois de Ceylan » bien que l'intérieur des terres demeure contrôlé par le royaume de Kandy. Au début du XVIIe siècle, les Provinces-Unies suivent l'exemple portugais à travers la Compagnie néerlandaise des Indes orientales (VOC) fondée en 1602, laquelle administre directement les territoires conquis par les Néerlandais. Ceux-ci s'installent notamment en Indonésie et font de Batavia le centre de la Compagnie. Les Anglais, avec la Compagnie anglaise des Indes orientales (1600), puis les Français, avec la Compagnie française des Indes orientales (1664) mènent la même politique d'établissement de comptoirs. Au milieu du XVIIIe siècle, tandis que l'empire moghol est affaibli par la montée en puissance de la confédération marathe, Anglais et Français s'efforcent aussi de contrôler l'intérieur des terres, dans l'ouest de l'Inde pour les premiers, dans l'est pour les seconds. Leur affrontement tourne à l'avantage des Anglais et par le traité de Paris (1763) la France ne garde que  cinq comptoirs.

### Asie du Sud-Est
L'Espagne prend assez facilement le contrôle des Philippines en 1571 à la suite d'une première implantation en 1521 ; l'archipel se convertit en outre au catholicisme, faisant de ce pays une exception en Asie du point de vue religieux.
L'Arakan, à l'ouest de la Birmanie, se maintient jusqu'en 1785 malgré des rivalités avec le Dekkan et l'arrivée des Portugais et des Hollandais. En 1785, il passe sous l'autorité des Birmans.
En déclin depuis la fin du XVe siècle, le Cambodge dépend étroitement du royaume d'Ayutthaya. En 1593, le Siam défait lourdement le pays et le soumet. Durant les deux siècles qui suivent, le Cambodge passe successivement sous la coupe du Siam ou du Đại Việt.
Le Siam, sous l'influence de Constantin Phaulkon, signe en 1685 un traité avec la France à qui il accorde deux comptoirs à Mergui et à Bangkok, mais à la mort de Narai, le pays se ferme aux étrangers.

### La Chine des Ming aux Qing
Dès le début du XVIe siècle s'amorce le déclin des Ming, imputé au poids excessif d'une bureaucratie mal contrôlée qui avait pourtant été à l'origine des premiers succès Ming. Le régime connaît aussi une crise agricole, peut-être un contrecoup du petit âge glaciaire. Les Mandchous profitent de l'affaiblissement du pouvoir pour accroître leur puissance jusqu'à renverser les Ming et prendre le pouvoir en 1644, fondant ainsi la dynastie Qing. Le symbole le plus marquant de l'origine mandchoue des Qing est le costume mandchou imposé à la cour et aux fonctionnaires, avec la tresse, mais pour le reste la dynastie est largement sinisée. Les relations diplomatiques avec les voisins se renforcent. Entre 1645 et 1681, les Qing reprennent peu à peu le contrôle du sud sur les Ming du Sud et les grands feudataires. Taïwan est conquise en 1683. Russes et Chinois s'affrontent du côté de l'Amour et concluent finalement le traité de Nertchinsk en 1689. La paix trouvée avec les Russes permet de limiter la progression des Mongols, tandis qu'une expédition est envoyée au Tibet. Les empereurs contribuent à renforcer l'économie, notamment en améliorant la navigation. La Chine connaît à nouveau une période de prospérité et un fort accroissement de sa population. Plusieurs opérations militaires sont menées : occupation du Tibet en 1751, massacre des Dzoungars (1755-1757), lutte contre les musulmans du Xinjiang (1758-1759), guerre longue mais victorieuse contre la Birmanie (1767-1770). Les empereurs chinois cherchent à limiter le commerce avec les Européens, ne l'autorisant qu'à Guangzhou (Canton) sous un régime étroitement surveillé, mais une importante contrebande, pratiquée notamment par la compagnie anglaise des Indes orientales, limite l'effet de la mesure. La mission jésuite en Chine est une des rares ouvertures de l'empire sur la culture occidentale jusqu'à la dissolution de l'ordre en 1773.

### Sibérie
Après l'installation de Russes intéressés notamment par la traite de fourrures, la fin du XVIe siècle voit la conquête menée par les Cosaques notamment menés par Ermak Timofeïévitch. L'exploration et le contrôle par le pouvoir russe se renforcent durant le XVIIe siècle.

## XIXesiècle

### L'empire ottoman et la Perse en déclin

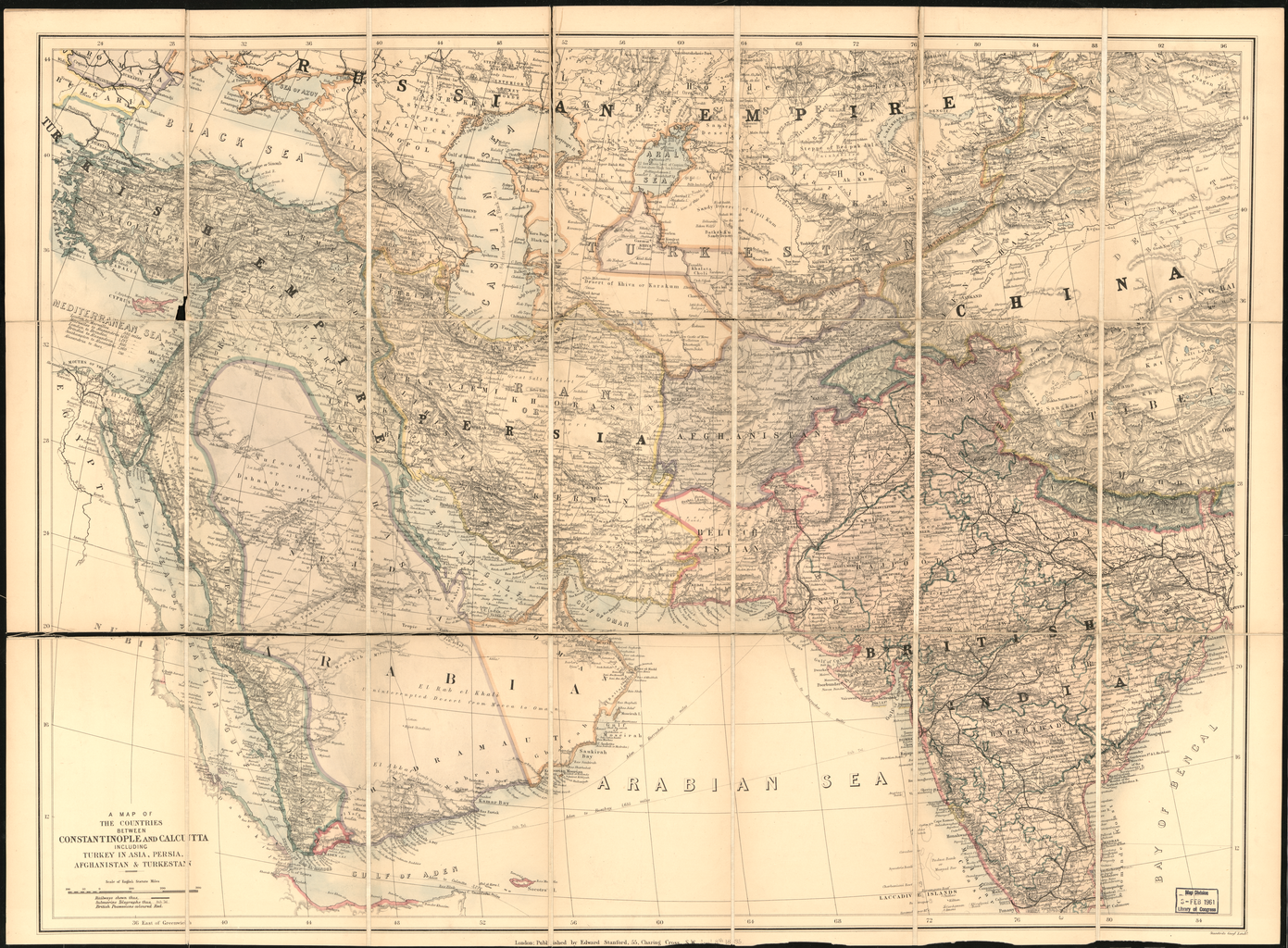
Moyen-Orient, Asie centrale et Inde en 1885.

Malgré sa brièveté, la campagne d'Égypte menée par la France en Égypte, Palestine et Syrie entre 1799 et 1801 marque le début d'une mainmise européenne sur le monde arabe et ottoman. Dès les années 1820, et plus encore dans les décennies suivantes, l'Europe réduit la puissance ottomane, tant par des interventions directes, surtout en Europe et en Afrique, que par son poids économique lié à la première révolution industrielle. Tandis que le pouvoir central se réforme lentement, Méhémet Ali, maître de l'Égypte, parvient à se faire concéder un titre quasi royal en Égypte en compensation de son retrait de la Syrie et de l'Arabie qu'il avait conquises.
Au cours du XIXe siècle, les territoires contrôlés par l'Empire ottoman sont l'objet de la rivalité d'influence entre le Royaume-Uni et l'Empire russe, en particulier autour de la question des Détroits. Les puissances européennes prennent un poids croissant dans l'Empire ottoman qui, comme les autres pays d'Asie, souffre de son retard économique. Cette influence va plus loin quand le Royaume-Uni parvient à établir un protectorat sur les États du Golfe Persique théoriquement assujettis à l'Empire ottoman comme le Koweït ou les États de la Trêve. Le percement du canal de Suez en 1869 marque une autre étape dans la pénétration économique européenne en Orient. L'influence occidentale se fait encore sentir dans la vie de l'élite locale qui adopte partiellement les coutumes de la bourgeoisie européenne. À partir de 1880 commence à se développer un mouvement d'immigration de Juifs aux Proche-Orient dans le cadre du sionisme.

### Crise et ouverture de l'Asie de l'Est
À partir des années 1830, l'Asie de l'Est connaît des mutations économiques qui voient se développer des classes de nouveaux riches, notamment des personnes ou des communautés ayant réussi à se constituer de vastes propriétés terriennes au détriment des classes paysannes traditionnelles. Ce phénomène se fait sentir dans le milieu des grands propriétaires et des petits artisans, en Chine et dans une moindre mesure au Japon.
Les pays commerçants européens ainsi que les États-Unis cherchent à développer leurs relations commerciales avec la Chine et le Japon. Insatisfait des tentatives diplomatiques de 1819 et 1833, le Royaume-Uni s'engage dans la première guerre de l'opium (1840-1842), victoire britannique qui entraîne la signature du traité de Nankin avec la Chine : la Chine accepte d'ouvrir plus de ports au commerce européen, et attribue au Royaume-Uni l'île de Hong Kong, premier point d'installation des Européens en Chine. Dans les années suivantes, la Chine accepte d'autres traités de commerce avec les États-Unis et les grandes puissances européennes. De même le Japon, contraint notamment par les menaces américaines, accepte de signer la convention de Kanagawa en 1854 puis d'autres accords commerciaux. Dans de nombreux points de la côte chinoise, des concessions, dans lesquelles une partie de l'autorité est abandonnée à des marchands et administrateurs étrangers, se mettent en place dans les années suivantes, au profit des Européens, mais aussi des Japonais. Cette situation se renforce à la suite de la Seconde guerre de l'opium (1856-1860).
En 1868 commence au Japon ce que l'on appelle l'ère Meiji. Elle se traduit par une restauration du pouvoir impérial au détriment du shogunat, mais elle est surtout une phase de modernisation du pays calquée sur le modèle européen et américain de la révolution industrielle : développement du chemin de fer et des industries lourdes, mais aussi organisation d'une éducation à l'européenne et adoption du calendrier grégorien.

## FinXIXesiècle- débutXXesiècle

### La rivalité des impérialismes
Le Japon, première puissance asiatique à moderniser son économie et son armée, sort vainqueur de sa première guerre contre la Chine (1894-1895).
La Russie profite aussi de l'affaiblissement chinois pour renforcer sa domination sur la Sibérie, notamment à travers l'action de Nikolaï Mouraviov-Amourski qui obtient la signature du traité d'Aigun (1858) et est à l'origine de la fondation de Vladivostok. Le ministre Serge Witte contribue à l'essor de la Sibérie par la construction du Transsibérien entre 1891 et 1903.
Les États-Unis renforcent leur position en Extrême-Orient en évinçant l'Espagne lors de la guerre hispano-américaine (1898) suivie de la guerre américano-philippine (1899-1902).
En Chine, la mainmise occidentale traduite par les privilèges des concessions étrangères en Chine déclenche un mouvement populaire, anti-occidental et anti-chrétien, la révolte des Boxers (1899-1901), encouragé par l'impératrice Cixi mais finalement écrasé par une expédition militaire internationale.
La rivalité entre les empires russe et japonais donne lieu à la guerre russo-japonaise de 1904-1905 : le Japon en sort vainqueur et s'établit en Corée et en Mandchourie par le traité de Portsmouth.

### La Première Guerre mondiale et ses suites
Le théâtre asiatique de la Première Guerre mondiale, moins important que le théâtre européen, marque cependant une étape dans les mutations du continent. Dès le début de la Première Guerre mondiale, le Japon s'engage aux côtés de la Triple-Entente et s'empare du comptoir allemand de Qingdao. Fort de ce succès, il fait pression sur le gouvernement chinois et obtient une influence plus importante en Mandchourie, concession mal perçue par l'opinion chinoise. Le Japon parvient également à obtenir l'entrée en guerre de la Chine aux côtés de l'Entente.
Au Moyen-Orient, l'entrée en guerre de l'Empire ottoman dans le camp de la Triplice ouvre un front au Moyen-Orient. Le Royaume-Uni affronte directement les troupes ottomanes, notamment au Sinaï et en Palestine, ainsi qu'en Mésopotamie. Il suscite d'autre part des révoltes internes, surtout la Grande révolte arabe de 1916-1918, dans laquelle on retient le rôle de Thomas Edward Lawrence. France et Royaume-Uni se répartissent, via les accords Sykes-Picot, l'influence dans cette région. Parallèlement, la déclaration Balfour de 1917 laisse entendre que la création d'un État juif en Palestine serait bien vue du Royaume-Uni. À l'issue du conflit, l'Empire ottoman disparaît après les traités de Sèvres et de Lausanne. Seule subsiste la République de Turquie de Mustafa Kemal Atatürk, tandis qu'une partie du Moyen-Orient voit naître des États arabes indépendants mais placés sous le régime du mandat de la Société des Nations : mandat français sur la Syrie et le Liban et mandat britannique de Mésopotamie, entérinant l'influence prévue par les accords Sykes-Picot.
En Russie, la Révolution laisse place à la Guerre civile, durant laquelle les puissances occidentales interviennent aux côtés des Armées blanches. En particulier, le Japon intervient en Sibérie de 1918 à 1922, date à laquelle il évacue l'est du territoire. À la suite de leur victoire, les bolchéviks fondent en 1924 l'Union des républiques socialistes soviétiques.

### Entre-deux-guerres
L'Union soviétique, au sortir de la guerre civile, reconquiert les anciennes possessions de l'Empire russe dans le Caucase du sud et l'Asie centrale où elle constitue une série de huit républiques soviétiques. Le congrès de Bakou, en septembre 1920, établit une alliance tactique entre l'Internationale communiste et les mouvements indépendantistes d'Asie. Mais l'échec des mouvements révolutionnaires entraîne, à partir de 1924, un repli de l'URSS sur la formule du socialisme dans un seul pays.
Les autorités soviétiques mettent l'accent sur le développement industriel de la Sibérie par les plans quinquennaux successifs.
Le traité naval de Washington en 1922, puis le traité naval de Londres en 1930 traduisent les efforts de la communauté internationale pour établir un équilibre entre le Japon et les puissances occidentales.

## L'Asie dans la Seconde Guerre mondiale

Expansion de l'empire japonais de 1937 à 1942 (en bleu) / Pays alliés (en orange).

### La guerre au Moyen-Orient
En juin 1940, la Syrie et le Liban passent sous une administration favorable au Régime de Vichy, tandis que l'Iran et l'Irak sont dirigés par des hommes qui montrent de l'intérêt pour les pays de l'Axe. Les quatre pays sont alors envahis par les Alliés en 1941 (guerre anglo-irakienne d'avril à juin, campagne de Syrie du Royaume-Uni et des Français libres en juin et juillet, invasion anglo-soviétique de l'Iran en août et septembre). Les Britanniques et leurs alliés occupent ces territoires jusqu'à la fin de la guerre et y établissent ou y restaurent des gouvernements qui leur sont favorables. Cependant, face à l'attitude des Alliés affaiblis militairement et économiquement, les nationalismes arabes se renforcent et mettent en cause la domination européenne dans la région. L'aspiration des élites de ces pays à jouer un rôle par elles-mêmes dans la région et sur la scène internationale pousse à leur rapprochement au sein de la Ligue arabe fondée le 22 mars 1945.

## Décolonisation et guerre froide

### Indépendances
Les colonies asiatiques sont les premières à connaître l'indépendance grâce à des leaders tels que Jawaharlal Nehru et Mohandas Gandhi en Inde, Ho Chi Minh au Viêt Nam ou encore Sukarno et Hatta en Indonésie qui proclament leurs pays respectifs indépendants en 1945, prenant les Empires coloniaux au dépourvu au sortir de la Seconde Guerre mondiale. Les Américains, comprenant la situation, donnent l'indépendance aux Philippines en 1946 : c'est le premier pays officiellement indépendant d'Asie de l'Est.
Dès la fin de l'année 1945, la France et le Royaume-Uni se retirent de Syrie et du Liban qui deviennent pleinement indépendants. En Palestine, après bien des discussions, le plan de partage de 1947 entre un État arabe et un État juif échoue, entraînant la création de l'État d'Israël et la guerre de Palestine. Dans les autres pays du Moyen-Orient, l'influence britannique diminue, généralement avec l'accord du Royaume-Uni : Pacte de Bagdad (1955), accord avec l'Irak puis avec la Jordanie en 1957, passage de l'Arabie saoudite sous influence américaine.
Le Royaume-Uni, en 1947, décide la partition des Indes qui donne l'indépendance au Pakistan et à l'Inde dans un contexte de violences ethno-religieuses dans les deux pays. Les comptoirs portugais et français ne rejoignent l'Inde que dans les années 1950 et 1960. Le Royaume-Uni abandonne également le Sri Lanka et la Birmanie (1948) puis la Malaisie (1957), Singapour (1965), le Brunei (1984) et enfin Hong Kong (1997).
En revanche, il faut plusieurs années de guerre d'indépendance pour que les Pays-Bas renoncent à l'Indonésie (1949) et la France à ses colonies indochinoises (1954). Les Pays-Bas quittent l'Indonésie à la suite d'une guérilla condamnée par l'ONU et qui se prolongera en conflit ethnique post-colonial. L'Indochine, après les Accords de Genève, se partage entre une série d'États indépendants, Laos, Cambodge, et le Viêt Nam qui se divise en deux parties, Viêt Nam du Nord (communiste) et Viêt Nam du Sud (anticommuniste). Le Portugal perd le Timor oriental annexé unilatéralement par l'Indonésie en 1975 et rend à la Chine son dernier comptoir, Macao, en 1999.

## Évolution politique, économique et sociale depuis les années 1950

### Moyen-Orient
Le Moyen-Orient connaît à partir des années 1950 un accroissement démographique qui se traduit par un rajeunissement des populations. Cette région voit une importante modernisation de l'agriculture (mécanisation, irrigation à grande échelle) doublée d'un important exode rural. Les infrastructures et l'industrie se développent aussi, mais c'est surtout le pétrole qui procure aux nations une richesse importante ainsi qu'un poids politique qui se concrétise dans la fondation, en 1960, de l'Organisation des pays exportateurs de pétrole (OPEP) dominée par le Moyen-Orient arabe. Ces évolutions favorisent les propriétaires fonciers ainsi qu'une bourgeoisie industrielle et financière, mais aussi l'interventionnisme économique de l'État. Inversement, les villes tendent à voir se développer des bidonvilles à leurs portes tandis que la société rurale évolue peu et reste la plus pauvre.
Les médias, notamment la presse écrite, la radio et le cinéma se répandent rapidement et favorisent dans le monde arabe le développement d'une culture commune. Si l'éducation progresse globalement, les disparités sont plus importantes car elles dépendent étroitement de politiques très diverses d'un pays à l'autre (domination plus ou moins forte de l'éducation masculine, choix d'un enseignement purement arabe ou ouvert aux langues européennes...).
Si le premier choc pétrolier (1973) contribue dans un premier temps à enrichir les pays pétroliers, il révèle leur dépendance croissante des pays occidentaux et notamment des États-Unis. Dans les années 1980, les pays du Moyen-Orient pratiquent une ouverture économique libérale. Le fossé entre riches et pauvres continue de se creuser. Le rôle social des femmes s'accroît légèrement dans ces pays où la loi maintient toutefois une forme de domination masculine.

### Asie centrale et méridionale
Cette zone très hétérogène, comprenant notamment (au sens large) l'Afghanistan, le Tibet, et des territoires appartenant à l'Iran,
au Pakistan et à l'Inde, connaît une série de conflits. On peut notamment citer la Deuxième Guerre indo-pakistanaise (1965) et la Troisième guerre indo-pakistanaise (1971), la Révolution iranienne (1979), l'Intervention militaire chinoise au Tibet (1950-1951), et pour l'Afghanistan, la Guerre d’Afghanistan (1979-1989), la Guerre civile d'Afghanistan (1989-1992), la Guerre civile d'Afghanistan (1992-1996), la Guerre civile d'Afghanistan (1996-2001) et la Guerre d'Afghanistan (depuis 2001). En outre, la dislocation de l'URSS en 1991 rend leur indépendance aux républiques de l'Asie centrale soviétique.

### Asie du Sud-Est
Cette région, longtemps marquée par l'affrontement des blocs américain et soviétique, connaît un certain apaisement avec la création de l'ASEAN en 1967, préfiguration de la création d'un "bloc". Cet ensemble met longtemps à intégrer les régimes communistes locaux qui s'affrontent dans la Guerre Cambodge - Viêt Nam, faisant suite aux crimes du régime Khmer rouge. En revanche, les pays non communistes bénéficient de la croissance économique rapide des Quatre dragons asiatiques.

### Chine
Le régime communiste de Mao Zedong, chef de l’État de 1949 à 1976, rend au pays une stabilité politique qu'il avait perdue depuis un siècle, mais au prix de purges violentes, grand bond en avant et révolution culturelle, et d'une certaine stagnation de l'économie. Après avoir géré la difficile succession du "Grand Timonier", à partir de 1978, les dirigeants chinois, à commencer par Deng Xiaoping, entament de profondes réformes économiques qui propulsent le pays sur le podium des puissances économiques mondiales en termes d'exportations. Le pays, partant d'un revenu par habitant très faible, n'a cessé de s'enrichir. Il est toutefois à noter que si le Japon fait partie du G8, la Chine, pas plus que l'Inde, n'en fait pas partie. La Chine a adhéré à l'OMC en 2002.
Deng Xiaoping est le personnage le plus important du régime de 1978 à 1989. Lors des manifestations de la place Tiananmen en 1989, le Secrétaire général est Zhao Ziyang. Jiang Zemin devient Secrétaire général du Parti communiste chinois en 1989, et Hu Jintao lui succède. Le Secrétaire général du Parti communiste actuel est Xi Jinping depuis le 15 novembre 2012.
Quant au Tibet, lequel a connu une intervention militaire chinoise avant d'être incorporé à la République populaire de Chine, il existe un débat pour savoir s'il s'agit d'un pays colonisé. La Chine, en tant que membre permanent du Conseil de Sécurité des Nations Unies, dispose d'un droit de veto qui lui permet de bloquer toute discussion à ce sujet.

### Japon
La reconstruction de l'après-guerre, suivie par un effort massif d'investissement technologique, a permis au Japon de devenir l'un des pays les plus riches du monde, même si la période de la haute croissance prend fin avec la crise des années 1990. Dans leur livre Las siete culturas del capitalismo, Charles Hampden-Turner et Fons Trompenaars affirment que les Japonais ont bâti leur capitalisme sur l'établissement de relations de réciprocité et de processus d'information beaucoup plus complexes que les relations superficielles d'échange et de concurrence des économies des États-Unis et de Grande Bretagne. Ils citent à l'appui de cette thèse The evolution of cooperation de Robert Axelrod.
Sur le plan politique, on distingue dans l'histoire japonaise l'ère Shōwa (Hirohito est décédé en 1989) de l'ère actuelle, celle de Akihito.